# Кольбер, Жан-Батист
Жан-Бати́ст Кольбе́р (фр. Jean-Baptiste Colbert; 29 августа 1619, Реймс — 6 сентября 1683, Париж) — французский государственный деятель, один из важнейших сановников эпохи царствования Людовика XIV; первый министр Франции (с 1661), по совместительству также занимал посты генерального контролёра финансов (с 1665), министра королевского двора и морского статс-секретаря (с 1669). Сторонник политики меркантилизма, способствовал развитию национального флота, торговли и промышленности. Заложил экономические предпосылки для формирования Французской колониальной империи.
Член Французской академии (с 1667; на кресле № 24); инициатор учреждения Академии надписей и литературы (1663), Королевской академии наук (1666), Королевской академии музыки (1669) и Королевской академии архитектуры (1671).

## Биография
Сын зажиточного купца из Реймса. Получив доступ на государственную службу, он вскоре обратил на себя внимание Мазарини, назначившего его своим управляющим. На этом посту Кольбер оставался 10 лет (1651—1661) и с такой ревностью и изобретательностью отстаивал интересы своего патрона, что тот усердно рекомендовал его Людовику XIV. Молодой король назначил Кольбера интендантом финансов (8 марта 1661).

### Заведующий финансами
В должности интенданта финансов Кольбер открыл ряд злоупотреблений главного интенданта Фуке и стал в 1661 году его фактическим, хотя и не номинальным преемником (лишь восемь лет спустя он стал государственным министром). Фуке был арестован д’Артаньяном в Нанте 5 сентября 1661 года и заключён в тюрьму. Король упразднил должность суперинтенданта финансов, приняв решение заведовать финансами самому, при помощи созданного 15 сентября 1661 королевского совета по финансам (Le Conseil royal des finances), куда, среди других, был включён Кольбер.
С января 1664 года Кольбер был также «сюринтендантом Королевских построек» (surintendant Bâtiments du Roi), изящных искусств и фабрик. Он работал по пятнадцать часов ежедневно, не обращал внимания на события и интриги придворных, мнения света, ходил пешком к королю и многое другое.

#### Борьба со злоупотреблениями
Отличаясь упрямством и суровостью до жестокости, Кольбер, прежде всего, обратил внимание на злоупотребления в финансовых делах. Особая судебная палата занималась их расследованием и поступала с виновными без малейшего снисхождения. Откупщики налогов, фискальные чиновники и т. п. облагались громадными штрафами; менее высоко стоявшие преступники приговаривались к смерти. В 1662 и в 1663 годах у этих финансистов было отобрано более 70 млн ливров (доходы французской казны в 1661 году составляли 22,8 млн ливров, расходы — 32 млн ливров); когда в 1669 году упомянутая судебная палата была распущена, она успела доставить казне 110 млн ливров от 500 человек.

#### Налоги, займы, внутренние таможни
Жестокость Кольбера в некоторой мере уравновешивалась уменьшением прямого налога (taille), лежавшего на низших классах населения. Другой мерой было уменьшение государственного долга. Некоторые займы, под предлогом того, что король при заключении их был обманут, просто перестали погашаться. В то же время насильственно брались обратно государственные земли, иногда веками назад проданные или раздаренные, — по покупной их цене, без внимания к изменившейся ценности денег.
Из дворянских титулов, имевших во Франции значительную финансовую ценность, так как владельцы их не платили податей, — все, приобретённые за последние 30 лет, были просто кассированы. Правилом Кольбера было облегчать за счёт богатых повинности бедных. Вследствие этого он стоял за косвенные налоги, подлежащие оплате всеми подданными, между тем как прямое обложение касалось лишь непривилегированных. В 1664 году Кольберу удалось провести отмену внутренних таможен между северными и южными провинциями.

#### Контроль промышленности и торговли
По отношению к промышленности и торговле он с самого начала был протекционистом, сторонником системы покровительства и контроля за промышленностью и торговлей со стороны государства. Кольбер не изобрёл системы, впоследствии названной по его имени кольбертизмом (см. Меркантилизм), но он её последовательно проводил во всех своих начинаниях. Главной целью его были увеличение экспорта, уменьшение импорта, и в результате этого — увеличение притока денег в страну.
Все виды промышленности были организованы в строгие корпорации, в которых род приготовления товаров устанавливался строгими регламентами при строгих взысканиях ослушникам. С большими затратами привлекались в страну иностранные фабриканты и рабочие, и, если и пострадали уже на первых порах земледелие и скотоводство, зато рост промышленной деятельности был несомненен.

#### Создатель французского военного флота
Кольбер считается создателем французского военного флота, так как он, с одной стороны, ввёл матросскую повинность, с другой — увеличил число военных судов до 300, и, к тому же, издал образцовую для того времени инструкцию для флота. Набор для флота производился, однако, мерами весьма жестокими, много содействовавшими неудовольствию народа; ввиду необходимости в экипажах для галер, некоторое время все провинности наказывались ссылкой на галеры.
Когда Кольбер взял в свои руки управление морским ведомством (официально в 1669 году, в действительности в 1665 году), военного флота почти не было. Через пять лет французский флот состоял из 30 линейных кораблей, из которых некоторые были вооружены 110, 120 и 130 орудиями. В 1672 году линейных кораблей было 60, фрегатов 40, а в 1681 г. в строю насчитывалось 198 боевых судов и 170 тыс. офицеров и низших чинов. Чтобы обеспечить флот личным составом, Кольбер ввёл закон о так называемой морской записи (inscription Maritime), по которому всё береговое население Франции, занимавшееся мореходством и морскими промыслами, обязывалось служить во флоте, в обмен на различные привилегии в этих промыслах и пенсионные права. Для образования корпуса офицеров была создана морская школа на 200 гардемарин, из которых ¾ были дворяне, и особая школа для подготовки комендоров. Базы флота, Тулон и Брест, были приведены в полный порядок, созданы две новые: в Рошфоре и в Сете. Искусство кораблестроения было поставлено на большую высоту устройством в портах кораблестроительных комитетов, объединивших результаты опыта отдельных корабельных мастеров с опытом строевых офицеров. В помощь им были выписаны лучшие корабельные мастера из-за границы, но вместе с тем строго было запрещено выписывать оттуда какие-либо материалы или делать там заказы. После Кольбера до самого конца периода парусного флота Франция сохранила первенство в искусстве своих корабельных инженеров, и французские корабли по своим мореходным и боевым качествам не имели соперников. Чтобы обеспечить развитие флота определённостью морского бюджета, Кольбер добился отделения этого бюджета от военного.

#### Военные затраты
Финансовые меры Кольбера суровым своим характером были обязаны дорогим, требовавшим громадных затрат, войнам Людовика. Из-за этих войн Франции пришлось сделать займов на сумму до 260 млн ливров, и лишь благодаря искусству Кольбера и частым конверсиям, в конце его карьеры сумма процентов, выплачивавшихся государственным кредиторам, была не больше, чем при начале войн. Сильно были увеличены косвенные налоги, притом, что сделаны они были менее выгодными для откупщиков. Большие суммы понадобились государству для премий фабрикантам, на поощрение отечественной промышленности.

#### Таможенный тариф
В 1667 году был издан новый таможенный тариф, до такой степени увеличивший взимавшиеся с иностранных товаров пошлины, что они почти равнялись запрету. В 1670 году папа силой оружия был принуждён отменить введённые им, по примеру Кольбера, охранительные пошлины.

#### Регламентация производств
Регламентация производств в самой Франции всё росла. Был воспрещён вывоз из Франции сырых продуктов, что нанесло последний удар земледелию. Поднятию сельского хозяйства не в состоянии было принести помощь введение культуры шелковичных червей и выписка улучшенных пород скота. Новые отрасли фабричного труда часто оказывались убыточными и вели за собой банкротства. Эдикт 1673 года назначал для злостных банкротов смертную казнь.

#### Морская торговля
Зато преуспевала морская торговля французов, до Кольбера совершенно незначительная. Гавани были исправлены и улучшены, была назначена премия за постройку новых судов или за покупку судов за границей. Иностранные суда при входе и выходе из французских гаваней облагались пошлиной. Эти меры особенно подняли торговлю Марселя с Левантом, вывоз из Франции перестал быть монополией голландцев, у англичан было отнято нераздельное владение португальской торговлей, и французский торговый флот стал третьим в мире.
Кольбер покровительствовал различным торгово-морским компаниям. Основанная в 1664 году с капиталом в 6 миллионов ливров Вест-Индская компания приобрела монопольное право на торговлю с Новой Францией, однако финансового успеха она не имела. Основана была и Ост-Индская компания, почти насильственно заставляли к ней присоединяться судебные палаты и городские магистраты, а правительство дало ей в беспроцентную ссуду три миллиона и ряд привилегий (1664).
В 1683 году морская торговля Франции была третьей в Европе (после Голландии и Англии).

#### Колонии
В 1671 году в ведение Кольбера перешли и французские колонии. Колонизация Мадагаскара должна была стать главной целью Ост-Индской компании. Одновременно были основаны другие колонии — на севере, востоке (устар. Левант), юге (французское завоевание Сенегала) и западе. Неумелое руководство метрополии повлекло за собой неудачу многих из этих начинаний, но всё-таки к концу карьеры Кольбера Франция по своим колониям занимала первое место среди европейских государств. Ей принадлежали Канада, Луизиана (в те времена это была огромная территория с неопределёнными границами, обнимавшая весь бассейн реки Миссисипи), острова Вест-Индии: Св. Креста, Св. Варфоломея, Гваделупа, Доминика, часть острова Гаити, Тобаго и др.; Гвиана в Южной Америке; ряд факторий по берегам Африки и на острове Мадагаскаре; в Ост-Индии Пондишери и Чандернагор (см. Французская Индия). Все эти владения эксплуатировались исключительно в пользу метрополии.
Видя в евреях полезный элемент для развития торговли, Кольбер настаивал перед Людовиком XIV, чтобы в Вест-Индии евреев уравняли в правах с французами и чтобы им была дана полная свобода совести (entière liberté de conscience); хотя Людовик не сочувствовал евреям, он, однако, 23 мая 1671 года, ввиду приносимой евреями колониям пользы, удовлетворил ходатайство Кольбера. Двенадцать лет спустя сын Кольбера (1651—1690), также носивший имя Жан-Батист и занимавший крупный государственный пост, подписал указ 1683 года об изгнании евреев из французских колоний.

#### Пути сообщения
Для совершенствования путей сообщения Кольбер сделал чрезвычайно много. При нём было завершено строительство громадного Лангедокского канала (инженер Рике), начатого в 1664 и законченного в 1681 году. На содержание и прокладку новых шоссейных дорог ежегодно выделялось 650 000 ливров. Прекрасное состояние этих дорог было одним из могущественнейших средств полной государственной централизации.

#### Централизация власти
Для достижения государственной централизации Кольбер передал главную административную власть интендантам, оставив за прежними губернаторами из высшей знати одно лишь представительство. Парламенты также были сильно стеснены. 24 февраля 1673 года был издан ордонанс, раз и навсегда воспретивший парламентам производить какие-либо изменения и ограничения и т. п. при записи распоряжений короля. Одновременно и всё законодательство, и распоряжение налогообложением перешло целиком в руки короля и Кольбера.
Педантическая регламентация и тирания правительства во всех мелочах жизни сильно ожесточили население против Кольбера. В Голландии печатались массами памфлеты против него, но направлению его политики они не в состоянии были помешать. Действуя от имени короля, Кольбер, несмотря на плебейское своё происхождение, легко мог сломить и противодействие аристократии там, где оно ещё давало себя чувствовать.

#### В отношении духовенства
С клиром Кольбер вёл постоянную борьбу за права государства. Численность духовенства он тщетно пытался уменьшить; зато ему удалось из 44 менее важных церковных праздников добиться отмены 17.

#### Поднятие искусств и наук
Кольбер ревностно старался содействовать поднятию искусств и наук и в 1667 году его избрали членом Французской академии. В 1663 году им была  основана Академия надписей и изящной словесности. Также он поощрял научные исследования и по его предложению король открыл Французскую академию наук (1666), Парижскую обсерваторию (1667), куда пригласили Гюйгенса и Кассини, а также Академию архитектуры (1671). Он увеличил королевскую библиотеку, ботанический сад, устроил и снабдил средствами обсерваторию, ввёл размежевание земли и снаряжал экспедиции учёных, особенно натуралистов.

### Конец жизни
Разорительные войны уничтожили плоды его долголетних трудов и ему пришлось под конец жизни убедиться в несовместимости выстроенной им экономической системы с внешней политикой Людовика.
Когда он, сломленный этой неудачей, борьбой с маркизом Лувуа и будучи в немилости у короля, умер 6 сентября 1683 года, народ, ожесточённый тяжкими налогами, напал на похоронное шествие, и военной охране пришлось защищать его гроб от народной злости.

### Семья
Был женат (13 дек. 1648) на Marie Charron, получив в приданое от её семьи 100 000 ливров. У них было девять детей:
- Жанна-Мари (1650—1732);
- Жан-Батист[фр.] (1651—1690);
- Жак-Никола[фр.] (1654—1707);
- Антуан-Мартен (1659—1689);
- Генриетта-Луиза (1657—1733);
- Жан Жюль Арман[фр.] (1664—1704);
- Мари-Анн[фр.] (1665—1750);
- Луи[фр.] (1667—1745);
- Шарль-Эдуар (1670—1690).

## Издания
По желанию Наполеона III, Клеман начал издание «Писем, распоряжений и записок Кольбера» («Lettres, instructions et mémoires de Colbert» в 8 томах; Париж, 1868—1882):
- том 1; том 2, часть I; том 2, часть II; том 3, часть I; том 3, часть II; том 4; том 5; том 6; том 7.

## Цитаты
- «Искусство сбора налогов состоит в том, чтобы ощипать гуся, получив возможно больше перьев и возможно меньше визга»[9].

## Образ в искусстве
Жан-Батист Кольбер — персонаж нижеследующих произведений.
В литературе
- Александр Дюма. «Виконт де Бражелон, или Десять лет спустя».

В кино
Роль Кольбера исполняли:
- Уолтер Кингсфорд — «Человек в Железной маске» / The Man in the Iron Mask (США; 1939) режиссёр Джеймс Уэйл.
- Раймон Журдан — «Захват власти Людовиком XIV» / La prise de pouvoir par Louis XIV (Франция; 1966), режиссёр Роберто Росселлини.
- Ральф Ричардсон — «Человек в железной маске» / The Man in the Iron Mask (Великобритания, США; 1977) режиссёр Майк Ньюэлл.
- Рекс Харрисон — «Пятый мушкетер» (США,1979)
- Филипп Торретон — «Жан де Лафонтен — вызов судьбе» (Франция, 2007)
- Александр Ширвиндт — «Возвращение мушкетёров, или Сокровища кардинала Мазарини» (Россия, 2009)
- Тьерри Фремон — «Король, Белка и Уж» / Le Roi, l'Écureuil et la Couleuvre (Франция, 2009)
- Франк де Лаперсон — «Королева и кардинал» / La reine et le cardinal (Франция, 2009)
- Стив Кьюмин — Сериал «Версаль» (Франция—Канада, 2015)